# عبد الله عبد الله
عبد الله عبد الله نديم رمضان  (بالفارسية: عبد الله عبد الله) (5 سبتمبر 1960 - )، طبيب وسياسي أفغاني، وزير خارجية أفغانستان الأسبق ومرشح قوي والمنافس الرئيسي للرئيس الأفغاني حامد كرزاي في انتخابات الرئاسة الأفغانية 2009. ينتمي لقومية الطاجيك.

## النشأة
ولد عبد الله في 5 سبتمبر 1960 بمدينة كابل، لأسرة مسلمة تتكون من أب بشتوني من قندهار وأم طاجيكية من وادي بنشير، وكان والده غلام محيي الدين خان مسؤولا حكوميا ساميا ثم نائبا في عهد نظام الملك ظاهر شاه. تلقى تعليما دينيا إسلاميا، وبعد الانتهاء من المراحل الدراسية التحق بجامعة كابل التي تخرج منها طبيبًا للعيون عام 1983.

## روابط خارجية
- عبد الله عبد الله على موقع IMDb (الإنجليزية)
- عبد الله عبد الله على موقع IMDb (الإنجليزية)
- عبد الله عبد الله على موقع الموسوعة البريطانية (الإنجليزية)
- عبد الله عبد الله على موقع مونزينجر (الألمانية)